# Месо
Месо – плът от животно (основно мускули), използвана в качеството на храна. Съществува също и изкуствено месо, което не е част от плътта на живо същество (например, соево месо). Определението за месо се различава в различните култури. Например, плътта на рибите и другите морски и речни обитатели невинаги се причислява към понятието „месо“.
По-голямата част от месото, използвано от хората, се произвежда от домашни животни, специално угоявани за целта и убивани и обработвани в кланици. В различните кухни в света се използва месо от различни животни. Съществуват и сериозни културологични и социални нормативи, обуславящи възгледите за употреба на различните видове месо. Например в Европа не е приемливо да се яде кучешко и котешко, но в Югоизточна Азия това е обикновен деликатес. В мюсюлманските общности не се яде свинско месо, а в будистките – телешко (тъй като кравата е свещено животно).
Също така в неевропейските страни се използва месото и на животни, различни от обичайно консумираните в Европа (диви едри и дребни млекопитаещи, студенокръвни, земноводни и др.). А дори в различните европейски страни има различни възгледи. Славянските и германските народи не толерират храни, приготвяни от влечуги (жаби, змии, гущери), но в почти всички кухни на романоезични страни жабешките бутчета са приемлив деликатес.
В последно време се произвеждат заместители на месото, имитиращи неговите вкус и структура (например, соево месо). Основни потребители на тези продукти са вегетарианците. Също така се разглежда възможността за отглеждане на месо „в епруветка“.
Думата „месо“ може да се използва и в преносно значение и (жаргонни изрази, например „пушечно месо“).

## Общи понятия
Месото се добива от животни след клане. Обикновено се колят здрави, угоени и напълно развити животни. След клането им се отделя месо, субпродукти и технически суровини.
Под месо най-често се разбира мускулатурата. То обаче включва и костите, тлъстините, кръвоносни, нервни и лимфни съдове, сухожилия и хрущяли. Към субпродуктите се причисляват глави вътрешни органи, млечни жлези, лимфни възли, опашки, крака, отрязани под китковата и скакателна става без копита. Към техническите суровини се причисляват кръвта, кожата, кости, рога, копита, косми, пера.

### Разновидности на месото
Според съдържанието на мазнини в месото се различават:
- сланина
- шарено месо – полутлъсто
- сухо месо – без тлъстини

Според животинския вид, от който се добиват се различават:
- дивечово (от диви животни)
- домашно (от домашни животни)
- птиче (от птици)
- риби и морски деликатеси (формите рибе месо, рибьо месо и рибешко месо се водят за диалектни, въпреки че произхождат от общославянски (старославянски) и старобългарски и не се препоръчва употребата им в книжовната реч, поради мнение, за въвеждащи в заблуда или недоразумения; неизползването е свързано и с огрешеност от езически и религиозен догматизъм, при който рибата не се третира като месо, а заместител на месо)

В езиците на почти всички европейски народи е имало именни форми, за обозначаване на месо от едни и същи животни, като се използват различни названия, в зависимост от степента на растеж, до които са достигали екземплярите. Тези форми в съвременните индоевропейски езици почти навсякъде са изчезнали, с изключение на Българския и повечето славянския езици, както и някои евроазиатски езици. В славянските, освен двойна форма съществува и допълнителна форма за месо, според названието на женски животни, която в много случаи е заместваща или обща основна форма, като в българския тя се използва предимно в негови диалекти (като – овче /овчо/ месо, от овца, козе /козьо/ месо от коза, свинско месо от свиня; но не и краве /или кравешко месо/)
В България за всички домашно отглеждани животни се използват следните форми /за крехко и обикновено месо/:
- телешко и говеждо
- агнешко и шилешко (овче месо)
- ярешко и козе (наричано в различни фолклорни области също шилешко, или на старобългарски козю (козьо)/
- прасешко и свинско (формата – прасешко е остаряла и почти не се използва, въпреки че идва от прасе = малко свинче – дума, която все още се употребява, но дори добитото след клане на прасе месо се нарича свинско)

- свинско (от Прасе или Свиня)
- телешко (от Теле)
- агнешко (от Овца)
- говеждо (от Говеда)
- пилешко (от Пиле)

## Морфологичен строеж
Месото се състои от мускулна, мастна, съединителна и костна тъкан.
- Мускулна тъкан. Представлява по-голямата част от кланичната маса на животните и е с най-ценните хранителни качества от останалите тъкани. Бива напречнонабраздена и гладка. Първата е групирана в скелетната мускулатура и е основната част. Втората се намира в стените на някои вътрешни органи – стомах, черва и други.
- Мастна тъкан. Тлъстините са втората по важност съставна част на месото. Количеството им зависи от охранеността на животните. При говедата се колебае от 2 до 20%, а при свинете достига дори до 40%. В зависимост от вида и породата отлагането на мазнините става в определени части на организма. Такива депа са подкожната тъкан, в коремната кухина (було, сало), в основата на опашката. При различни породи мастната тъкан може да се отлага във вид на тесни ивици между мускулните снопчета и има пряко значение за крехкостта на месото.
- Съединителна тъкан. Представена е от сухожилията, връзките, фасциите, епи-, пери- и ендомизиума на мускулите. Тя свързва отделните органи и части като изпълнява ролята на посредник при обмяната на веществата в тъканите. Количеството и се движи от 9 до 14% и зависи от пола, охранеността и най-вече от възрастта на животното. Определя качеството на месото. По-голямото и количество намалява качеството му. Най-богати на съединителна тъкан са долните части на крайниците.
- Костна тъкан. Представлява от 7 до 30% от масата на животните. При младите, неохранените и мъжките животни процентът е по-висок.

## Разфасоване на месото
В отделните части на трупа месото има различен морфологичен строеж. За неговото качество има значение съотношението на четирите съставни тъкани. Поради тази причина труповете се разфасоват на отделни части, всяка от които притежава и определено качество.
- Труповете на едрия рогат добитък се разфасоват на следните части:
  - Врат. Включва шийната част от границата между първи и втори шиен прешлен до първия гръден прешлен.
  - Плешка. Съдържа лопатката и раменната кост с прилежащата мускулатура.
  - Гърди. Включва гръдна кост с мускулатура и част от хрущялните ребра.
  - Ребрена част. Включва ребрата с прилежащата мускулатура.
  - Пържола. Обхваща гръдните и поясните прешлени с прилежащата мускулатура.
  - Слабина. Обхваща меката коремна стена.
  - Рибица. Включва поясната мускулатура.
  - Котлет. Обхваща половината на поясните прешлени.
  - Външна част на бута. Повърхностно разположените външни части на бута.
  - Вътрешна част на бута. Вътрешно разположените мускули на бута.
  - Джолани. Биват преден и заден.

При оформянето на отделните части на трупа се отделят парчета месо наречени обрезки. Така разпределено месото от трупа се категоризира в три качества:
- Първо качество. Спадат рибица, котлет, пържола и четирите части на бута.
- Второ качество. Спадат врат, плешка, гърди и ребрена част.
- Трето качество. Спадат джоланите.

- Труповете на дребния рогат добитък се разфасоват на седем части:
  - Плешка.
  - Врат.
  - Котлет.
  - Гърди.
  - Бут.
  - Слабини.
  - Джолани.

- Труповете на свинете се разфасоват на шест части:
  - Плешка.
  - Врат.
  - Филе (рибица).
  - Котлет (пържола, каре).
  - Гърди.
  - Бут. Той може да се обезкости и да се раздели на следните части:
    - Килот – мускулите от горната част на бута.
    - Ябълка – мускулите от предната част на бута.
    - Вайсбрат – мускулите от външната част на бута.
    - Шол – мускулите от вътрешната част на бута.

## Органолептична характеристика на месото
- Цвят – Основният цвят на месото е червен. Той се определя от количеството на миоглобина в мускулните влакна. Влияе се от пола, възрастта и породата, съотношението между мускулната и тлъстинната тъкан. При охранените животни цветът на месото е по-светъл от този на по-слабите. Храненето на животните преди клане оказва също влияние върху цвета. Особено силно влияние върху този показател оказва степента на обезкървяване при клане. От недобре обезкървените трупове се добива тъмночервено кърваво месо.
- Консистенция – Плътно-еластична е консистенцията при пресните меса. При натискане с пръст върху повърхността на такова месо се получава трапчинка, която бързо се възстановява след това. При младите животни тя е по-нежна, а при възрастните консистенцията на месото е по-плътна. Това се дължи на количеството на съединителната тъкан, която е в по-голямо количество при нарастване на възрастта. Месото, добито от мъжки животни е също с по-плътна консистенция. Меса, които са подлагани на замразяване и размразяване губят плътно-еластичната си консистенция.
- Миризма – Месото, добито от отделни видове животни има специфична за вида миризма. Този показател обаче лесно може да се промени. Влияние могат да окажат храни, с които са хранени животните в дните преди клане, приложени лекарствени средства или болестни състояния. При съхранение на месото в близост до риба, цитрусови плодове или дезинфекционни средства то може да придобие тази нехарактерна за него миризма.
- Вкус – Този показател се определя след термична или друга обработка на месото. Характерно за всички видове меса е, че притежават приятен вкус, специфичен за отделните видове животни. Факторите, които влияят на миризмата на месото оказват влияние и върху вкуса му.

## Химичен състав
Химичният състав на месото зависи от вида на животните, от които е получено, и от съотношението на тъканите в него. Мускулната и мастната тъкан увеличават хранителната стойност на месото като калоричност, защото съдържат основните хранителни вещества, а съединителната, костната и хрущялната са с ниска калоричност но съдържат колаген и микроелементи които се извличат на бульон чрез дълго варене.
- Вода. Водното съдържание в месото варира от 72 до 75%. Количеството и се колебае от храната, възрастта и охранеността на животните. При по-охранените животни количеството и намалява. Тя бива свободна или в свързано състояние. Свободната вода се задържа благодарение на осмотичното налягане и адсорбцията от клетъчните елементи. Свързаната вода се задържа предимно от белтъчните вещества на месото. Свойството на месото трайно да задържа вода определя неговата влагоза-държаща способност, а да поглъща добавената вода – неговата влагопоглъщаемост. Това има значение при приготвяне на месото за повишаването на неговата сочност.
- Мазнини. Те определят енергийната стойност на месото и влияят върху органолептичните му свойства. Високото съдържание на мазнини в месото, както и много ниското им съдържание се отразяват неблагоприятно върху вкусовите свойства и усвояемостта. Най-добро се смята съотношението белтъчини – мазнини 1:1 (за месо от ЕП и ДП), а за свинското— 1:1,25.
- Белтъчини. Представляват 18-22% от месото. Те са най-важната му съставна част. Срещат се в 10 разновидности във всички елементи на мускулното влакно. В саркоплазмата са застъпени миоген, миоалбумин, миоглобулин и глобулин Х. В миофибрилите – актин, миозин и актомиозин; в ядрото – нуклеопротеиди, а в сарколемата – колаген и еластин.
- Липоиди. Намират се в минимални количества (до 3%) в саркоплазмата като тесни ивици между мускулните влакна. В по-големи количества се натрупват в коремната кухина или под кожата като трупна тлъстина.
- Екстрактни вещества. Това са междинни и крайни продукти от обмяната на веществата в мускулната тъкан. Някои от тях обуславят вкусово-ароматните качества на месото. Биват азотни и безазотни.
- Минерални вещества. В месото се съдържат редица минерални соли като натриев хлорид, соли на фосфорната киселина и други; макро- и микроелементи. Всички те са лесноусвоими от човешкия организъм.
- Витамини. Месото съдържа както мастно, така и водоразтворими витамини. Количеството им в месото зависи от изхранвания фураж преди клане, възрастта на животните, степента на охраненост, от годишния сезон и други. Термичната обработка на месото води до намаляване на съдържанието на витамини. Най-голяма е загубата при варене (45-60%), следвана от стерилизиране (10-55%) и най-малко при печене (10-50%).
- Ензими. В месото съдържанието им е голямо.

### Особености на птичето месо
Когато се споменава птиче месо обикновено се има предвид месо добито от птици от кокошия вид. Такова месо се добива обаче и от други по-слабо застъпени домашни птици като пуйки, гъски и патици.
В сравнение с останалите части на трупа месото на птиците е в най-голям процент спрямо месото на останалите домашни животни. При птиците то е 52% от масата на тялото, при говедата е 30 - 35%, при овцете и козите е 20 - 25%, а при свинете 40 - 50%. Най-ценната част на месото при птиците е съсредоточена в областта на гърдите (бяло месо) и бедрената област (червено месо). Бялото месо има по-малко съединителна тъкан, по-нежно е и съдържа повече азотни екстрактни вещества. Кожата на птиците влиза в състава на месото.
По своя състав, хранителна стойност и вкусови качества месото на птиците се нарежда на едно от първите места в сравнение с месото добито от други домашни животни. Белтъчините в кокошото месо са 18 - 20%. По този процент се нарежда до това на телешкото месо, но за разлика от него количеството на съединителната тъкан и непълноценните белтъчини е значително по-малко. Поради тази причина то е и по-лесно смилаемо за организма. Месото е богато на аминокиселини, сред които и всички незаменими – валин, лизин, левцин, изолевцин, метионин, триптофан, треонин и фенилаланин. Мазнините са съсредоточени под кожата и около вътрешните органи. Те са сравнително по-малко и поради тази причина месото е сравнително сухо. Преобладават ненаситените мастни киселини, които имат по-ниска точка на топене и са сравнително по-лесно усвоими.
Птичето месо съдържа незначително количество гликоген (0,5%). Той има отношение към бързото настъпване на следсмъртно вцепеняване, което е слабо изразено и бързо отминава. Богато е на витамини, минерални соли, микро- и макроелементи. В сравнение с говеждото съдържа три пъти повече желязо, повече фосфор и сяра. Екстрактните вещества са 0,9 - 1,2% и му придават специфичен приятен вкус и мирис.
Птичето месо е известно като диетична храна. Бульонът, получен от него има тонизиращ за организма ефект. Поради тази причина се препоръчва като храна за възрастни и възстановяващи се от някои заболявания хора. Препоръчителна е консумацията на птиче месо при редица заболявания като язвена болест, чернодробни увреждания, гастрити, ентерити, захарен диабет.

### Особености на дивечовото месо
Дивечовото месо е ценна храна. Богато е на белтъчини и има нисък процент на съединителна тъкан. Това обуславя и неговата висока хранителна стойност. Бедно е на мазнини. Те са с по-светъл цвят, по-мека консистенция и по-лесно усвоими от тези на домашните животни. Месото от дивеч съдържа много креатин и други екстрактни вещества, които възбуждат апетита. Подходяща храна е за болни хора.
Цветът е тъмночервен до червено-кафяв и е по-тъмен от този на домашните животни. Миризмата и вкусът са приятни и специфични за отделния вид. Те зависят особено от условията на живот и консумираната храна. Вкусът е най-добър през есенно-зимния период. В периода на чифтосване месото, особено това на мъжките добива неприятна миризма. Месото на продължително гонен дивеч или на продължително агонизиращ е с неприятна миризма и вкус.
За да бъде качествено добитото месо от дивеч е нужно непосредствено след отстрела да се прережат големите кръвоносни съдове в областта на врата, а трупът да се постави под наклон с цел обезкървяването му. При мъжките животни се изрязват и отстраняват семенниците. Не по-късно от половин час след убиването вътрешните органи трябва да се извадят и отстранят от трупа. Коремната стена се почиства с мокра кърпа, а при силно замърсените трупове се измива. Пернатият дивеч и зайците се полуизкормят като се изваждат червата.
Нужно е да се знае, че дивечът боледува или е носител на различни болестотворни агенти опасни за хората. Трупът задължително се обработва с ръкавици с цел предпазване на колачите. Сред опасните болести пренасяни от дивеча са антракс, туберкулоза, бруцелоза, псевдотуберкулоза, туларемия, листериоза, пастьорелоза и други. Дивечът страда и от редица паразитни инвазии и консумацията на такова месо може да бъде опасна за хората. Сред най-опасните и най-разпрастранените е трихинелозата. От едноклетъчните паразити са опасни токсоплазмозата и кокцидиозата. Срещат се множество видове тении сред които ехинококоза, заешка тения и други.

### Особености на месото на рибата
Рибата и рибните продукти са популярна храна за хората, а в миналото много човешки общности са оцелявали изключително благодарение на нея. По хранителна стойност месото на рибата не отстъпва и дори превъзхожда другите видове месо и съдържа незаменими за нормалното развитие на човешкия организъм вещества.
В мускулатурата на рибата съединителната тъкан е около пет пъти по-малко в сравнение с топлокръвните животни. Причината за това е анатомична и се дължи на факта, че мускулите не се свързват със скелета посредством съединителнотъканни връзки. Тази особеност придава на месото по-нежна консистенция, по-висока смилаемост и почти пълна усвоимост от човешкия организъм. В процентно съотношение съединителната тъкан представлява 0,6 - 3,5%, изградена е основно от колаген и незначително количество еластин. При термична обработка еластинът не се повлиява, докато колагенът се превръща в глутин, който става усвоим за организма.
Усвоимостта на месото от риба е причината то да престоява в храносмилателния канал на човека от 2 до 3,5 часа, докато месото от топлокръвни престоява 3,5 до 5 часа. Това е предимство, при което се изразходва по-малко енергия за храносмилане, отделят се по-малко стомашни сокове и ензими. Ето защо рибата се препоръчва като диетична храна особено при нарушения в храносмилателната система. От бързото усвояване на рибата в организма бързо настъпва чувството за глад, откъдето идва и погрешна представа за недостатъчната хранителност на рибата и рибните продукти. Сред основните предимства на рибата е, че при бързото смилане в храносмилателната система не се дава шанс на сапрофитната микрофлора в организма да се развие и така да отдели в храносмилателния тракт вредни за здравето токсини.
По химичен състав рибата не се отличава коренно от месото на топлокръвните организми. Влияе се от вида, възрастта, пола и сезона на улова. В месото се срещат около 60 химични елемента, значително е количеството на екстрактните вещества (0,5 - 1%). Количеството на водата е 53 - 80%, белтъчините са 11 - 26%, мазнините 0,3 - 28%, въглехидратите под 1%, минералните соли 0,9 - 1,5%. Протеините съдържат всички незаменими аминокиселини като е голямо количеството на лизин и триптофан. Тези аминокиселини са много ценни за растежа при децата. Мазнините варират в много широки граници. Голямо е тяхното количество в периода преди хвърлянето на хайвера и преди вегетационния период. Преобладават ненаситени мастни киселини.
Специфичният мирис на месото на рибата се придава от екстактното вещество триметиламидоксид. Той се съдържа в по-голямо количество в морската риба, поради което тя има и по-силно изразена специфична миризма. Количеството му се увеличава при възрастните риби. При съхранение на рибата триметиламидоксидът се разгражда до триметиламин и редица токсични продукти. Това обуславя неприятния вкус на рибата и токсичността за консуматора. Поради тази причина е нужно рибата да се консумира прясна.

## Следсмъртни промени в месото
След като се заколят животните в месото настъпват съществени физико-химични и колоидни промени. Те оказват влияние върху хранителните и технологичните качества при обработката му. При клането се спира достъпа на кръв като така се преустановяват окислителните и обменни процеси. Активират се клетъчните ензими. Това води до първоначално следсмъртно вцепеняване, а по-късно и до узряване на месото. При неправилно съхранение на месо след клане настъпват процеси на разграждане на белтъците под влияние на собствените ензими. Този процес се нарича дълбока автолиза.

### Следсмъртно вцепеняване (Rigor mortis)
Настъпва непосредствено след клането и е резултат на протичащи в трупа физико-химични и биохимични процеси. В резултат на спиране на притока на кислород към тъкането започва бързо разграждане на гликогена. Така се натрупва млечна киселина. При това pH на месото от 7 - 7,2 започва да спада и става кисело. Когато се достигне до pH 5,5 миозинът се свързва с актина в комплекса актомиозин. Едновременно с гликогена настъпва разграждане на креатинфосфорната и аденозинтрифосфорната киселина.
При образуването на актомиозин се появява и трупното вцепенение. При него мускулите се съкращават и стават твърди. Обикновено трупното вцепенение започва от сърцето и езика и продължава с мускулите на главата, предните и задните крайници. То се проявява най-добре в скелетната мускулатура. Настъпва от 3 до 12 часа след клането. Появата му зависи от няколко фактора. Обикновено при недобре отпочинали животни преди клане процесът се ускорява, а при болни животни се забавя. Най-силно се вцепенява месото от еднокопитни животни, следвано от говедата, овцете и козите. Най-слабо процесът се проявява при птиците и рибите.
Месото в процес на rigor mortis е твърдо, с намалени вкусови качества. То е трудно усвоимо и не се препоръчва за консумация и кулинарни цели.

### Зреене на месото
Процесът на зреене представлява по-нататъшно задълбочаване на физико-химичните и биохимичните процеси в месото след трупното вцепеняване. В резултат на нарастващото натрупване на млечна киселина в месото след разграждането на гликогена се наблюдава набъбване на колагена. Така месото става по-лесно усвоимо и крехко. В резултат на разграждането на креатинфосфорната и аденозинтрифосфорната киселина в тъканите се натрупват фосфати. Те спомагат за разграждане на актомиозина отново до актин и миозин. В резултат се повишават сочността и нежността на месото.
По време на зреене се подобряват вкусът и ароматът на месото. Натрупват се свободни аминокиселини, повишава се количеството на летливите мастни киселини. Узрялото месо е нежно, крехко и сочно, с приятен вкус и аромат, лесно усвоимо. То притежава способността да поема вода и да се осолява. Такова месо е подходящо за по-нататъшна обработка.

### Дълбока автолиза
Процесът се нарича още спарване или загар на месото. Развива се при неправилно съхранение на месото, плътно прилепване с друго месо, липса на вентилация и други причини. Това е процес на разграждане на месото под влияние на собствените ензими. Протича много бурно и засяга както белтъчините, така и мазнините. Белтъчините се разграждат от пептидазите и катепсина, а мазнините от липазите. Измененията засягат основно белтъците, съдържащи сяра. При по-нататъшното разграждане се отделя сероводород, придаващ неприятен мирис на месото. Едновременно с това гликогенът се разгражда до въглена киселина. Двете съединения повлияват набъбването на колагена и придават мека консистенция на месото.
При дълбоката автолиза се променя цветът на месото. В резултат на окисляването на миоглобина се получава тъмнокафяв цвят, а от присъствието на сяра от сероводорода то постепенно придобива зеленикав цвят. По време на дълбоката автолиза не се образуват вещества, които да правят месото негодно за консумация. Силно се влошават обаче вкусовите му качества.

### Гниене
На практика развалата на месото се дължи на действието на гнилостни микроорганизми, които довеждат до дълбокото разграждане на белтъчините с отделяне на амоняк, метиламин, индол, скатол и др. Месото става негодно за употреба.

### Запарване
То може да настъпи в първите 1-3 дни след клането, ако недобре охладени месни трупове или части от тях се натрупват или долепят едно до друго. Долепените части придобиват неспецифичен мирис и оцветяване. Протичащите автолитични процеси водят до отделяне на продукти с неприятна миризма, като Н2S. Ако процесите са в начален стадий, месото може да се използва за промишлена преработка след изрязване и проветряване на засегнатите части.

## Недостатъци на месото, предизвикани от микроорганизми
Обсеменяването на месото с микроорганизми може да стане още приживе (ендогенно) при болни животни, при неправилен транспорт или при грешки в предкланичния режим. Много често контаминирането на месото става екзогенно по време на клането, преработката, съхранението или търговията. Някои от попадналите микроорганизми не предизвикват промени в качеството на месото, но представляват опасност за консуматора, причинявайки хранителни отравяния. Голяма част от микроорганизмите при определени условия могат да предизвикат промени в органолептичните показатели на месото. Много често това може да доведе и до негодност за консумация на месото или месните продукти.
- Оцветяване на месото. Получава се при меса, съхранявани продължително време в помещения с висока влажност. Голям дял за появата на този недостатък имат хромобактериите.
- Фосфоресциране на месото. Този процес се наблюдава при охладено месо в първите дни след охлаждането му. Проявява се като малки светещи в синьо или в жълтеникаво участъци в областта на ставите и сухожилните влагалища. Най-често се среща при говеждото и конското месо. Предизвиква се от фосфоресциращи микроорганизми. Смята се, че те са обичайна микрофлора на хладилниците, откъдето попадат върху месото.
- Ослузяване на месото. Появява се върху повърхността на месото. Дължи се на слузообразуващи микроорганизми, които се развиват в хладилници със сравнително висока температура и висока влажност.
- Гниене на месото. Представлява процес на разграждане на месото под действието на ензими, отделени от гнилостни микроорганизми. Те са нормални обитатели на храносмилателната микрофлора, срещат се в тора, фуража, почвата, водата. В зависимост от отношението им към кислорода биват аеробни и анаеробни. Важен фактор за настъпване на гниене има влажността. Ако е над 75% се подпомага размножаването, разпространението и проникването на микроорганизмите в месото. При гниенето микроорганизмите отделят ензими наречени протеази. Те атакуват белтъчните молекули като ги разграждат до албумози, пептони и пептиди. Бактерийните пептази ги разграждат до аминокиселини, а десмолазите водят до дезаминирането на последните и образуване на ненаситени киселини и водород. По този начин в месото се натрупват множество междинни продукти на разграждането на белтъците. Отделените крайни продукти са сероводород, въглероден диоксид и амоняк. Ензимът липаза води и до разграждане на мазнините. От разграждането им също се натрупва значително количество междинни продукти. Първият признак за започващо гниене е ослузяване на месото. Следва промяна на цвета към по тъмен и постепенно преминава в зеленикав. При гниенето се разпадат мускулните влакна и това води до намаляване на еластичността на месото. Миризмата става неприятна, а вкусът се променя в горчив и кисел. Месо, което се намира в процес на гниене представлява опасност за консуматора и може да предизвика хранителни отравяния.
- Недостатъци на месото, предизвикани от плесени. Плесените са строги аероби, поради което се развиват по повърхността на месото. Растат във вид на рехави мъхести колонии, оцветени в червено, зелено, кафяво, синьо или жълто. Най-често се срещат плесени от родовете Aspergillus, Penicillium, Mucor и Rhizopus. Първоначално се развиват по повърхността на месото във вид на малки петънца, които постепенно се увеличават и обхващат големи участъци. При развитието на гъбите се разграждат белтъците в месото и се благоприятства за развитие на гнилостни процеси в него. Някои плесени могат да продуцират токсини, които да са причина за възникване на хранителни интоксикации.

## Класификация на месните произведения
Месото се консумира след обработка. То бива сурово, варено, печено. Смила се на дребно или се консумира цяло. Продуктите, в които то се влага, се наричат месни. Те са класифицирани по няколко показателя по следния начин:
- Според влаганите суровини
  - От месо.
  - От субпродукти.
  - От субпродукти и месо.
- Според вида на влаганите суровини
  - От еднородно месо.
  - От различни видове месо.
- Според трайността при температура 1 – 5 °C
  - Нетрайни – със срок на реализация до 48 часа.
  - Малотрайни – със срок на реализация до 4 дни.
  - Полутрайни – със срок на реализация до 15 дни.
  - Трайни – със срок на реализация до 60 дни.
- Според механичната обработка
  - От нераздробено месо.
    - Със сланина и кожа.
    - Със сланина без кожа.
    - Без сланина и без кожа.

  - От раздробено месо.
    - На броеници.
    - На чифтове.
    - Единични парчета.
    - Подкови.

  - В зависимост от наличието на обвивки.
    - Без обвивки – с превръзки с мрежа и други.
    - С обвивки.

  - В зависимост от разрезната повърхност.
    - Безструктурни.
    - Структурни.
    - Фигурни.
- Според термичната обработка
  - От нераздробено месо.
    - Сурови.
    - Сурово-солени и пушени.
    - Сурово-солени.
    - Сурово-солени и сушени.
    - Варени.
    - Варени и пушени.
    - Варени и валяни в подправки.
    - Печени.

  - От раздробено месо.
    - Сурови.
    - Сурови бързозреещи.
    - Сурови и пушени.
    - Сурови и сушени.
    - Сурово-сушени и пушени.
    - Варени.
    - Варени-желирани.
    - Пушени.
    - Пушено-варени.
    - Печени.
    - Пържени.

## Забрана за употребяване на месо или отказ от него
Някои хора – вегетарианци – не употребяват месо за храна.
При някои религии или напълно е забранено употребата на месо, или на месо от конкретни животни (например, свинско или телешко).
Например, при изповядващите юдаизма месото на някои животни се смята за „кашерно“ (тоест подходящо за ядене), а на други – „не кашерно“. Традиционно, католическата църква забранява яденето на месо в петък. В православната църква месо не се употребява в четирите постни периода, а също така в сряда и петък. В будизма е забранено убийството на животни за храна, тъй като това се отразява отрицателно върху кармата. Но будистите могат да ядат месо на животни, ако са уверени, че животните не са специално умъртвени за изяждане.
Канибали́змът (ядене на човешко месо) е табу в повечето култури, основно по морални съображения, и за избягване на различни заболявания като Куру.